# Jacinto Herrera
Jacinto Herrera (Asunción, Paraguay, 4 de julio de 1919 - íd. 10 de julio de 1969), cuyo nombre completo era Jacinto Laureano Herrera Pistorio, fue un actor paraguayo que después de trabajar en la radio y el teatro de su país se radicó en Argentina donde trabajó por más de veinte años. Falleció a raíz de una peritonitis en 1969.

## Carrera profesional
Muy temprano comenzó su formación actoral en teatro en el Ateneo Paraguayo, con el dramaturgo y director teatral español Fernando Oca del Valle. También estudió con Roque Centurión Miranda. Emigró a la Argentina antes de la guerra civil de 1947 buscando progresar y en Buenos Aires vivía solo en un departamento en Carlos Pellegrini y Tucumán que se utilizaba como sede de la Asociación Paraguaya de Artistas.
En 1947 debutó en cine en Cumbres de hidalguía. En 1955, cuando ya llevaba más de una docena de películas, protagonizó Codicia, la primera coproducción paraguayo argentina, en la que también trabajaron sus compatriotas Ernesto Báez, Leandro S. Cacavelos y Roque Centurión Miranda. En 1961 trabajó dirigido por Lucas Demare en Hijo de hombre, conocida también como La sed o Choferes del Chaco, película galardonada con el 1° premio para películas hispanoamericanas en el Festival Internacional de Cine de San Sebastián y por la cual Herrera recibió de la Asociación de Cronistas Cinematográficos de la Argentina el premio Cóndor de Plata al mejor actor de reparto. Muchos de sus papeles en la pantalla grande correspondían a villanos o hampones, para los cuales contribuía su rostro curtido y marcado por la viruela.  
Fue un astro del radioteatro en Argentina, junto a figuras como Julia Sandoval (con la que realizó varios ciclos en Radio Splendid) y Rosa Rosen. Tal era el éxito radial de la dupla que conformaban con Julia Sandoval, que sus presentaciones fuera del ámbito radial eran auspiciadas por un reconocido laboratorio de especialidades medicinales de la época, esto también lo logró Jacinto, gracias a su enorme y fraternal amistad con Roberto Canadea, quien fuera ejecutivo de ese auspiciante.  
En 1944 integró la compañía de César Ratti que realizó una gira por el interior del país.
Volvió a Asunción a mediados de los años 60 y se entregó a su pasión por el teatro con la "Compañía de Comedias de Jacinto Herrera" en el Teatro Municipal.
Fue el primer ídolo de la televisión paraguaya y en setiembre de 1965, a poco de inaugurado Canal 9, en el pequeño estudio en el séptimo piso del edificio del IPS en Herrera y Constitución, apareció El show de Jacinto Herrera, que copaba Las mañanas de domingo.
Se ha escrito de Herrera que “fue el más grande actor paraguayo y la medida de su éxito en la capital porteña fueron las 23 películas que filmó. Tenía una extraordinaria voz de barítono, y su duro rostro de malo - bueno hizo de él una especie de Humphrey Bogart latino".

## Filmografía

### Cine
| Año  | Trabajo                              | Rol                          | Notas |
| 1947 | Cumbres de hidalguía                 |                              |       |
| 1949 | Morir en su ley                      | El Ñato                      |       |
| 1949 | Apenas un delincuente                |                              |       |
| 1950 | La barra de la esquina               | Roberto Almada               |       |
| 1950 | Fangio, el demonio de las pistas     |                              |       |
| 1951 | La última escuadrilla                | Suboficial Vargas            |       |
| 1951 | Buenos Aires, mi tierra querida      | Jorge                        |       |
| 1952 | Mi noche triste                      |                              |       |
| 1952 | La Parda Flora                       |                              |       |
| 1952 | Fierro a fondo                       | Inédita                      |       |
| 1953 | Del otro lado del puente             | Salvador                     |       |
| 1954 | La calle del pecado                  |                              |       |
| 1955 | El último perro                      | Cantalicio                   |       |
| 1955 | Codicia                              | El forastero                 |       |
| 1956 | La muerte flota en el río            | Zamora                       |       |
| 1959 | De los Apeninos a los Andes          |                              |       |
| 1959 | Simiente humana                      |                              |       |
| 1961 | Hijo de hombre                       |                              | [ 7 ] |
| 1962 | El terrorista                        |                              |       |
| 1962 | Hombre de la esquina rosada          | Rosendo Juárez, "El Pegador" |       |
| 1963 | Una excursión a los indios ranqueles | Abandonada                   |       |
| 1964 | Un sueño y nada más                  | Inédita                      |       |
| 1964 | Canuto Cañete y los 40 ladrones      | Médico                       |       |
| 1964 | Los evadidos                         | Negro Luna                   |       |